# Муньос Суньига, Педро
Педро Эмилиано Муньос Суньига (исп. Pedro Emiliano Muñoz Zúñiga, 9 июня 1986, Лас-Кабрас) — чилийский футболист, нападающий, выступающий за чилийский клуб «О’Хиггинс».

## Клубная карьера
Родившийся в городе Лас-Кабрас Педро Муньос начинал заниматься футболом в клубе «Хенераль Веласкес» из города Сан-Висенте-де-Тагуа-Тагуа. Он регулярно забивал за эту команду в Третьем дивизионе, чем обратил на себя внимание представителей клуба Примеры B «Курико Унидо», куда перешёл в 2006 году. В 2008 году Педро Муньос на правах аренды играл за клуб Примеры «Кобресаль». 27 января того года он дебютировал в главной лиге Чили, выйдя на замену в конце домашнего поединка против «Эвертона» в рамках первого тура Апертуры 2008. Спустя три месяца он забил свой первый гол на высшем уровне, открыв счёт уже на третьей минуте домашней встречи с командой «Депортес Консепсьон». Во втором тайме Муньос отличился ещё одним точным попаданием, тем самым оформив дубль. В 2009 году он вернулся в «Курико Унидо», который во время его отсутствия добился выхода в Примеру. Там Муньос провёл ещё полгода и с июля того же года стал футболистом «Универсидад де Консепсьона», за который выступал следующие шесть лет.
19 ноября 2011 года он в течение 14-15 минут сделал хет-трик в гостевом матче против команды «Сантьяго Морнинг». А 25 февраля 2012 года его дубль принёс гостевую победу над именитым «Коло-Коло». Спустя 2 года «Универсидад де Консепсьон» вновь обыграл «Коло-Коло» в гостях с тем же счётом, а Муньос забил один из двух голов своей команды. 28 марта 2015 года «Универсидад де Консепсьон» выиграл Кубок Чили, а Муньос с восемью голами стал одним из двух лучших бомбардиров этого розыгрыша. Так он забил на пятой добавленной минуте ответного поединка полуфинала против команды «Унион Эспаньола», что позволило его команде выиграть в последующей серии пенальти.
В конце мая 2015 года Муньос заключил контракт с клубом «О’Хиггинс».

## Достижения
«Универсидад де Консепсьон»
- Обладатель Кубка Чили (1): 2014/15
- Лучший бомбардир Кубка Чили 2014/15 (8 голов)